# Ferdinand-Eugène de Lur-Saluces
Pour les articles homonymes, voir Lur-Saluces.
Ferdinand-Eugène, comte de Lur-Saluces, baron de Fargues (22 octobre 1780, Paris - 28 mai 1867, Bordeaux), est un militaire et homme politique français.

## Biographie
Frère de Louis-Alexandre-Eugène de Lur-Saluces, il est issu de la vieille famille de Lur, originaire de Franconie.
Ferdinand-Eugène contribua en 1814 et 1815 au mouvement royaliste de Bordeaux. Nommé chef d'escadron au 3e hussards, il quitta ce régiment en 1820, pour entrer comme officier supérieur dans les gardes du corps. 
Élu député de la Gironde, au grand collège, le 22 août 1815, il siégea dans la majorité de la Chambre introuvable. 
Plus tard, le 25 février 1824, il revint au Palais Bourbon comme député du 5e arrondissement de la Gironde (La Réole). Il reprit alors sa place parmi les plus zélés royalistes de la Chambre, mais son état de santé le tint souvent éloigné des séances. Réélu, le 17 novembre 1827, il fut secrétaire de la Chambre en 1828, et, en 1829, fut porté par 75 voix sur la liste de présentation au roi pour la présidence. 
Le comte de Lur-Saluces obtint encore le renouvellement de son mandat le 25 juin 1830. Mais il s'en démit aussitôt après la révolution de juillet 1830.
Il est le père de Henri de Lur-Saluces.

### Sources
- « Ferdinand-Eugène de Lur-Saluces », dans Adolphe Robert et Gaston Cougny, Dictionnaire des parlementaires français, Edgar Bourloton, 1889-1891 [détail de l’édition]